# Geologia estrutural
A geologia estrutural estuda o formato dos corpos rochosos, sua distribuição espacial e os processos de deformação que produzem as estruturas geológicas. É fundamental para compreender os processos de deformação das rochas, sendo aplicada tanto na exploração de recursos minerais e energéticos quanto na avaliação de riscos geológicos.  
Estas estruturas podem ser: 
- Estruturas primárias - originadas na formação das rochas sedimentares e ígneas, tais como a estratificação sedimentar;
- Estruturas de fluxo em magmas;
- Estruturas tectônicas - originadas por deformação das rochas, sob a ação de forças.